# Schwanenkirchen
Schwanenkirchen ist ein Gemeindeteil des Marktes Hengersberg im niederbayerischen Landkreis Deggendorf.

## Lage
Das Pfarrdorf auf einem fruchtbaren Bergrücken mit der weithin sichtbaren Kirche liegt etwa vier Kilometer südöstlich von Hengersberg neben der Bundesautobahn 3 an der Staatsstraße St 2126 von Hengersberg nach Iggensbach.

## Geschichte
Bereits 857 wird Sweinaha (Schweinach) erstmals erwähnt – in einer Urkunde Kaiser Ludwigs des Deutschen vom 18. August 857 (MGH D LdD Nr. 86) – und ist damit eine der ältesten Ortschaften links der Donau. Als Sweinachirchen kam der Ort in den Besitz der Bischöfe von Passau, die es von 1159 bis 1684 ihrem Domkapitel überließen. Schon 1373 wird Schwanenkirchen als Hofmark bezeichnet. In der Folgezeit waren die Puchberger Vogt- und Grundherren in Schwanenkirchen. Ihnen folgten die Schwarzenberger, bis die Herrschaft Winzer in ein landesfürstliches Pfleggericht umgewandelt wurde. Schwanenkirchen bildete als Obmannschaft im Amt Schwanenkirchen des Pfleggerichtes Winzer im Hochstift Passau den Mittelpunkt des Schweinachgaues.
Zur Urpfarrei Schwanenkirchen gehörten die Orte Iggensbach, Grattersdorf, Schöllnach, Riggerding, Zenting und Ranfels, die im 17. Jahrhundert zu selbständigen Pfarreien erhoben wurden.
Im Österreichischen Erbfolgekrieg plünderten am 25. Mai und am 29. Juni 1742 österreichische Husaren den Ort. In der Zeit von 1741 bis 1750 fiel die Hälfte der etwa 1.300 Seelen zählenden Pfarrei der Pest zum Opfer.
Nach der Säkularisation in Bayern mit Auflösung des Hochstifts Passau 1803 kam die Gemeinde Schwanenkirchen zum Landgericht Vilshofen. 1808 wurde der Steuerdistrikt Schwanenkirchen gebildet, aus dem mit dem zweiten Gemeindeedikt 1818 die Ruralgemeinde Schwanenkirchen hervorging. 1838 wurde die Gemeinde dem neu errichteten Landgericht Hengersberg zugeschlagen und fiel 1862 zum Landgericht Deggendorf.
Um 1875 bestand eine Schule in Schwanenkirchen, und im Jahre 1887 wurde die von Domkapitular Franz Xaver Loibl und Professor Jakob Leitl (beide in der Pfarrei Schwanenkirchen gebürtig) gestiftete „Klostermädchenschule“ (Arme Schulschwestern) eröffnet. Diese Stiftung wird nach der Auflösung der Klostermädchenschule seit 1959 als Kindergartenstiftung weitergeführt.
Am 1. August 1914 erhielt Schwanenkirchen mit der Eröffnung des letzten Teilstücks Hengersberg–Eging der Bahnstrecke Deggendorf–Kalteneck einen Eisenbahnanschluss.
Von 1895 bis 1935 und erneut von 1945 bis 1958 wurde bei Schwanenkirchen Braunkohle abgebaut. Über fünf Millionen Tonnen Braunkohle lagern noch in der Tertiärbucht von Hengersberg-Schwanenkirchen, deren Abbau jedoch derzeit als nicht rentabel erscheint.
Bergbauingenieur Max Hebecker, der 1929 das Bergwerk ersteigert hatte, machte den Namen Schwanenkirchens zur Zeit der Weltwirtschaftskrise in ganz Deutschland durch das Tauschgeld Wära bekannt. Aufgrund einer Notverordnung vom 30. Oktober 1931 wurde die Wära als Notgeld verboten.
Der 16. Juni 1960 brachte die Gründung des SV Schwanenkirchen. Im Zuge der Gebietsreform in Bayern verlor die Gemeinde Schwanenkirchen am 1. April 1971 ihre Selbstständigkeit und kam zum größten Teil zu Hengersberg. Andere Gemeindeteile wurden nach Schöllnach und Winzer umgegliedert.
Am 2. September 2002 wurde der Abschnitt Hengersberg–Eging der Bahnstrecke stillgelegt. Nach dem Abbau der Gleise wurde die Trasse Teil des 2006 eröffneten Donau-Ilz-Radwegs.

## Sehenswürdigkeiten
Das Innere der Pfarrkirche St. Laurentius und St. Gotthart weist gotische und – seit der Erweiterung durch das Langhaus 1854 – neugotische Elemente auf. Bei der Renovierung in den 1990er Jahren konnten wesentliche Teile der alten Ausstattung, die durch nachkonziliaren Reformeifer beseitigt worden waren, wieder zurückgeführt werden; so die beiden Seitenaltäre mit Bildern des Malers Josef Guntermann, von dem auch das Fresko mit einer Gruppe von Engeln über dem Triumphbogen stammt, welche die Arma Christi tragen, die Reliefs der  vier Kirchenlehrer von der alten Kanzel und die Glasbilder in den Fenstern. Seit dem Jahr 2010 besitzt die Kirche eine von der Firma Rieger geschaffene Orgel.

## Bildung und Erziehung
Schwanenkirchen hat einen Kindergarten und eine Grundschule, welche bis zur zweiten Klasse geht und einmal eine Bubenschule war.

## Vereine
- VdK-Ortsverband Schwanenkirchen
- SV Schwanenkirchen
- Seniorenclub Schwanenkirchen
- Krieger- und Reservistenverein Schwanenkirchen
- Kath. Frauenbund Schwanenkirchen
- Kath. Junge Gemeinde Schwanenkirchen
- Freiwillige Feuerwehr Schwanenkirchen
- FC Bayern Fanclub Schwanenkirchen ’04
- Bauernka. u. A. Schwanenkirchen